# KS Ruch Chorzów
A KS Ruch Chorzów egy lengyel labdarúgócsapat, melynek székhelye Chorzów. A klubot 1920 áprilisában alapították,  először 1927-ben szerepelt a lengyel első osztályban. Az első bajnoki címüket 1933-ban szerezték meg, azóta pedig tizenháromszor zártak aranyérmesként. Ezzel Lengyelország legsikeresebb csapata, tizenhárom bajnoki címmel, három kupa, és két szuperkupa győzelemmel. A klub színei kék-fehér. A csapat hazai stadionja, a Stadion Ruchu, amely 10 000 főt képes befogadni.

## Története
A klubot 1920. április 20-án alapították. 1922-ben már az első osztályban szerepeltek, ahol végül a déli csoport negyedik helyén végeztek, így kiestek. 1926-ban szerepeltek újra az első ligában, akkor a nyugati csoport harmadik helyén végeztek. A következő években általában a középmezőnyt erősítették, de 1933-ban sikerült megnyerniük történetük során először a bajnokságot. Nem kellett sokat várni az újabb bajnoki címig hiszen 1936-ig sorozatban megnyerték a bajnoki kiírást. 1938-ban, egy év kihagyás után újra diadalmaskodtak. 1951-ben megnyerték a Lengyel Kupát, és a bajnokságot is. Az 1960-as években két bajnoki aranyat, két ezüstérmet, és egy bronzérmet sikerült összehoznia a gárdának. 1968-ban szerezték meg a jubileumi tizedik aranyérmüket. A következő évtizedben három bajnoki győzelmet arattak, míg a 80-as években csak egyet sikerült szerezniük. Az 1990-es évek nagyon gyengén sikerültek a klubnak. Mindössze egy bronzérmet és egy elvesztett kupadöntőt tudott felmutatni a gárda. Ellenben az Intertotó-kupában, 1998-ban döntőig meneteltek, amelyet viszont elvesztettek az olasz Bologna ellen. 2010-ben a klub tíz év kihagyás után indulhat újra a nemzetközi porondon, miután a 2009/10-es szezonban bronzérmet szereztek.

## Sikerek
Lengyel bajnokságban
- Aranyérmes (14): 1933, 1934, 1935, 1936, 1938, 1951, 1952, 1953, 1960, 1967–68, 1973–74, 1974–75, 1978–79, 1988–89
- Ezüstérmes (5): 1950, 1956, 1962–63, 1969–70, 1972–73
- Bronzérmes (8): 1937, 1948, 1954, 1955, 1966–67, 1982–83, 1999–00, 2009–10

Lengyel Kupában
- Kupagyőztes (3): 1951, 1974, 1996
- Kupadöntős (5): 1963, 1968, 1970, 1993, 2009

Lengyel Szuperkupában
- Döntős: 1989, 1996

Bajnokcsapatok Európa-kupájában
- Negyeddöntős: 1974–75

UEFA-kupában
- Negyeddöntős: 1973–74

Intertotó-kupában
- Döntős: 1998

## Nemzetközi kupaszereplések

### Bajnokcsapatok Európa-kupája
| Szezon  | Bajnokság | Forduló      | Ország        | Csapat        | Otthon | Idegenben | Össz. |
| ------- | --------- | ------------ | ------------- | ------------- | ------ | --------- | ----- |
| 1974–75 | BEK       | 1. Forduló   | Dánia         | Hvidovre      | 0–0    | 2–1       | 2–1   |
|         |           | Nyolcaddöntő | Törökország   | Fenerbahçe    | 2–1    | 2–0       | 4–1   |
|         |           | Negyeddöntő  | Franciaország | Saint-Étienne | 3–2    | 0–2       | 3–4   |
| 1975–76 | BEK       | 1. Forduló   | Finnország    | KuPS          | 5–0    | 2–2       | 7–2   |
|         |           | Nyolcaddöntő | Hollandia     | PSV Eindhoven | 1–3    | 0–4       | 1–7   |
| 1979–80 | BEK       | 1. Forduló   | NDK           | Dynamo Berlin | 1–4    | 0–0       | 1–4   |
| 1989–90 | BEK       | 1. Forduló   | Bulgária 1971 | CSZKA Szofija | 1–1    | 1–5       | 2–6   |

### Kupagyőztesek Európa-kupája
| Szezon  | Bajnokság | Forduló    | Ország     | Csapat         | Otthon | Idegenben | Össz. |
| ------- | --------- | ---------- | ---------- | -------------- | ------ | --------- | ----- |
| 1996–97 | KEK       | Selejtező  | Wales      | Llansantffraid | 1–1    | 5–0       | 6–1   |
|         |           | 1. Forduló | Portugália | Benfica        | 5–1    | 0–0       | 5–1   |

### UEFA-kupa
| Szezon  | Bajnokság | Forduló     | Ország       | Csapat           | Otthon | Idegenben | Össz. |
| ------- | --------- | ----------- | ------------ | ---------------- | ------ | --------- | ----- |
| 1972–73 | UEFA-kupa | 1. Kör      | Törökország  | Fenerbahçe       | 3–0    | 0–1       | 3–1   |
|         |           | 2. Kör      | NDK          | Dynamo Dresden   | 0–1    | 0–3       | 0–4   |
| 1973–74 | UEFA-kupa | 1. Kör      | NSZK         | Wuppertaler      | 4–1    | 4–5       | 8–6   |
|         |           | 2. Kör      | NDK          | Carl Zeiss Jena  | 3–0    | 0–1       | 3–1   |
|         |           | 3. Kör      | Magyarország | Budapest Honvéd  | 0–2    | 5–0       | 5–2   |
|         |           | Negyeddöntő | Hollandia    | Feyenoord        | 1–1    | 1–3       | 2–4   |
| 2000–01 | UEFA-kupa | Selejtező   | Litvánia     | Žalgiris Vilnius | 1–2    | 6–0       | 7–2   |
|         |           | 1. Forduló  | Olaszország  | Internazionale   | 0–3    | 1–4       | 1–7   |

### Európa-liga
| Szezon  | Bajnokság   | Forduló         | Ország     | Csapat           | Otthon | Idegenben | Össz. |
| ------- | ----------- | --------------- | ---------- | ---------------- | ------ | --------- | ----- |
| 2010–11 | Európa-liga | 1. Selejtezőkör | Kazahsztán | Sahter Karagandi | 2–1    | 1–0       | 3–1   |
|         |             | 2. Selejtezőkör | Málta      | Valletta         | –      | –         | –     |

### Intertotó-kupa
| Szezon | Bajnokság      | Forduló    | Ország       | Csapat                | Otthon | Idegenben | Össz.      |
| ------ | -------------- | ---------- | ------------ | --------------------- | ------ | --------- | ---------- |
| 1998   | Intertotó-kupa | 1. Forduló | Ausztria     | Austria Wien          | 1–0    | 2–2       | 3–2        |
|        |                | 2. Forduló | Svédország   | Örgryte               | 1–2    | 1–0       | 2–2 (h.u.) |
|        |                | 3. Forduló | Portugália   | CF Estrela da Amadora | 1–1    | 1–1       | 2–2 (h.u.) |
|        |                | Elődöntő   | Magyarország | Debrecen              | 1–0    | 3–0       | 4–0        |
|        |                | Döntő      | Olaszország  | Bologna               | 0–1    | 0–2       | 0–3        |

## Stadion

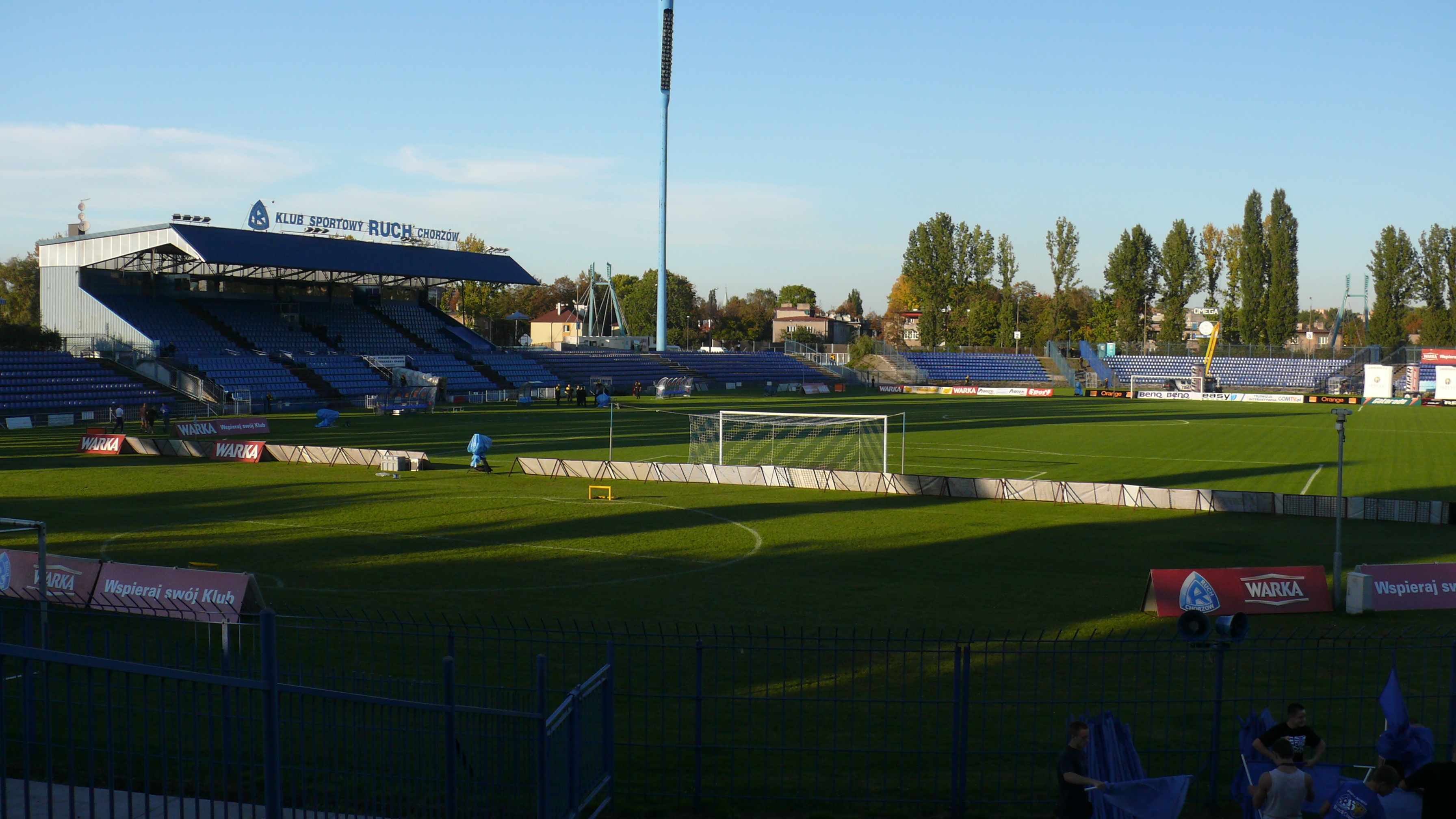
Stadion Ruchu (főtribün)

A Ruch Chorzów 1935 óta játssza hazai mérkőzéseit a Stadion Ruchuban. Az avató mérkőzés 1935. szeptember 29-én volt, amikor a Warta Poznań volt a Ruch ellenfele. A mérkőzés 1–1-es döntetlennel ért véget. A jelenlegi nézőcsúcs még 1957-ből való. Augusztus 21-én, a Polonia Bytom elleni találkozóra 55 ezer néző volt kíváncsi. A stadionban több átalakítást végeztek megépülése után. Legutóbb 2009-ben csinosítgatták a stadiont, de korábban 1945-ben, 1961-ben, 1968-ban, 1993-ban, 2002-ben, és 2004-ben is átalakításokat hajtottak végre. Így a stadion jelenleg 10 ezer nézőt képes befogadni, amelyből ezer fő fedett lelátó alatt foglalhat helyet. A pálya villanyvilágítással és manuális eredményjelzővel rendelkezik. Az első mérkőzés amelyen ezt használták, 1939. május 21-én volt.
A stadion pontos helye: é. sz. 50° 16′ 56″, k. h. 18° 56′ 39″50.282203°N 18.944178°E
Chorzówban nem ez az egyetlen stadion található. A város másik pályája a 47 246 nézőt befogadni képes Stadion Śląski.

## Külső hivatkozások
- A klub hivatalos honlapja (lengyelül)